# أيها الرائي
أيها الرائي رواية للكاتب المغربي محمد عز الدين التازي صدرت عام 1990 عن دار الأمان بالرباط، وتتميز الرواية بلغتها الرمزية، وتقنياتها السردية الحديثة مثل تيار الوعي والمونولوج.

## نبذة
«أيها الرائي» رواية قصيرة ذات طابع تأملي وجودي، تسير في مناخ من الغموض والتخييل. بطلها شخصية تنقسم بين رؤى الواقع وهواجس الذات، متقلبًا في عالم يبدو مألوفًا وغريبًا في الوقت نفسه. لا تدور الرواية حول "أحداث" تقليدية بقدر ما تسعى إلى استكشاف رؤية داخلية للعالم، من خلال نظرة "الرائي" الذي يواجه الوجود بمزيج من التساؤل والتمرد والصمت. وهي واحدة من التجارب السردية المتميزة في الأدب المغربي الحديث، تصف الواقع الاجتماعي والثقافي المتشابك في المغرب خلال أواخر القرن العشرين، من خلال منظور تأملي وجودي يركز على استكشاف الوعي الذاتي والهوية.

## الخصائص الفنية في الرواية

### الأسلوب
تعتمد رواية «أيها الرائي» على تقنيات سردية مثل تيار الوعي والمونولوج الداخلي، مما يخلق سردًا متعدد الأصوات ومتداخل الأفكار. هذا الأسلوب يعكس التشظي الذهني والقلق الوجودي الذي تعيشه شخصيات الرواية، كما وصفه الكاتب نفسه بأنه "مختبر سردي" للتجريب والابتكار في الكتابة.
كما تتميز الرواية بتجريب لغوي وبلاغي، وتحطيم للبنية السردية التقليدية، ما يحول الخطاب الروائي إلى خطاب متعدد الطبقات والدلالات، مما يعزز التنوع الأسلوبي ويثري النص ويجعل منه مساحة مفتوحة للتأويل.

### الرمزية ودلالات الأشياء
تستخدم الرواية رموزًا مثل التفاح والكتب والخمور لتجسيد التوتر بين الذات والآخر، وبين الحضارة الأوروبية والهوية المغربية. هذه الرموز ليست مجرد تفاصيل سردية، بل تحمل دلالات ثقافية وحضارية عميقة تعكس صراع الهوية والانتماء والتغريب.

### الهوية والبعد الفلسفي
تحمل الرواية أبعادًا فلسفية وجودية، حيث تناقش موضوعات الوجود، والحرية، والزمان. تعبّر الرواية عن غياب اليقين وتشظي الذات، وتطرح فكرة الذات المتعددة والمتشظية التي تسعى لاستكشاف ذاتها وتجاوز العزلة عبر الحكي والتخييل.

## الاستقبال النقدي
لاقَت رواية «أيها الرائي» اهتمامًا واسعًا في الأوساط الأدبية المغربية، حيث اعتبرها النقاد خطوة مهمة في تطور السرد المغربي الحديث، وأشاد كثيرون بقدرة محمد عز الدين التازي على خلق نص سردي متجدد يحمل أصالة فكرية وجمالية، ويُخرج الرواية من النمطيات السائدة آنذاك.
كما نُوقشت الرواية في العديد من الندوات والفعاليات الثقافية التي تناولت تجارب الرواية المغربية في أواخر القرن العشرين، حيث تم تسليط الضوء على عمق الرؤية الفلسفية والاجتماعية فيها، مع الإشادة بجرأة التازي في تناول قضايا الهوية والانتماء والهامشية بأسلوب سردي متداخل.
بالإضافة إلى ذلك، استقبل القراء الرواية بتفاعل متنوع، إذ وجد بعضهم فيها تجربة تأملية تتطلب قراءة متأنية، بينما رأى آخرون أنها تمثل تحديًا للقراءة التقليدية بسبب أسلوبها التجريبي. هذه التباينات أسهمت في تعزيز النقاش حول إمكانيات الرواية المغربية في التعبير عن تعقيدات الواقع المغربي.